# Alfred Goodwyn
Alfred George Goodwyn (13 marzo 1850 – Roorkee, 14 marzo 1874) è stato un calciatore inglese, nato in India, di ruolo difensore.

## Carriera
Nel 1869 entra nella Royal Military Academy e nell'agosto del 1871 diviene tenente della Royal Engineers. Difensore, gioca per la squadra calcistica della Royal Engineers: il club raggiunge la finale di FA Cup del 1872 e, nonostante i favori del pronostico, perde 1-0 contro il Wanderers.
Nel 1874 è nuovamente inviato in India con il suo reggimento, dove perisce a Roorkee a causa delle ferite riportate in seguito ad una caduta da cavallo. È stato il primo calciatore noto internazionalmente a morire.

### Nazionale
La sua unica presenza con l'Inghilterra è datata 8 marzo 1873, in una vittoria per 4-2 contro la Scozia.